# Kivik

Kivik est une localité de la commune de Simrishamn en Suède. Elle est principalement connue comme étant au cœur d'une importante région productrice de pommes en Suède. Il s'y tient en particulier annuellement le marché aux pommes, durant lequel est dressé un grand tableau en pommes. À proximité du village se trouve la « tombe royale » (Kungagraven), une grande tombe de l'âge du bronze. Plus au sud se trouve le parc national de Stenshuvud.

## Galerie

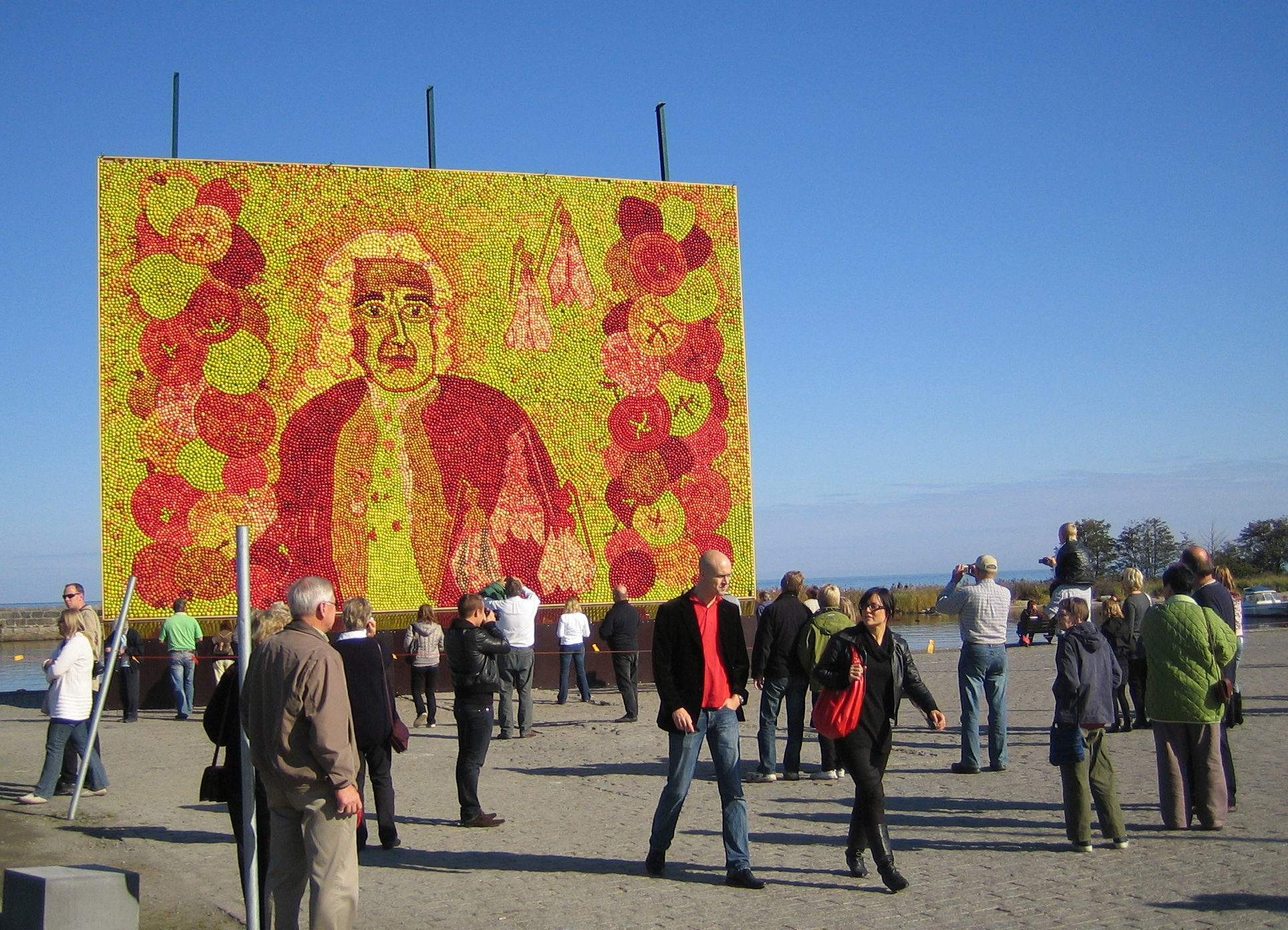
Le tableau en pommes, lors du marché aux pommes de 2007, représentant Carl von Linné
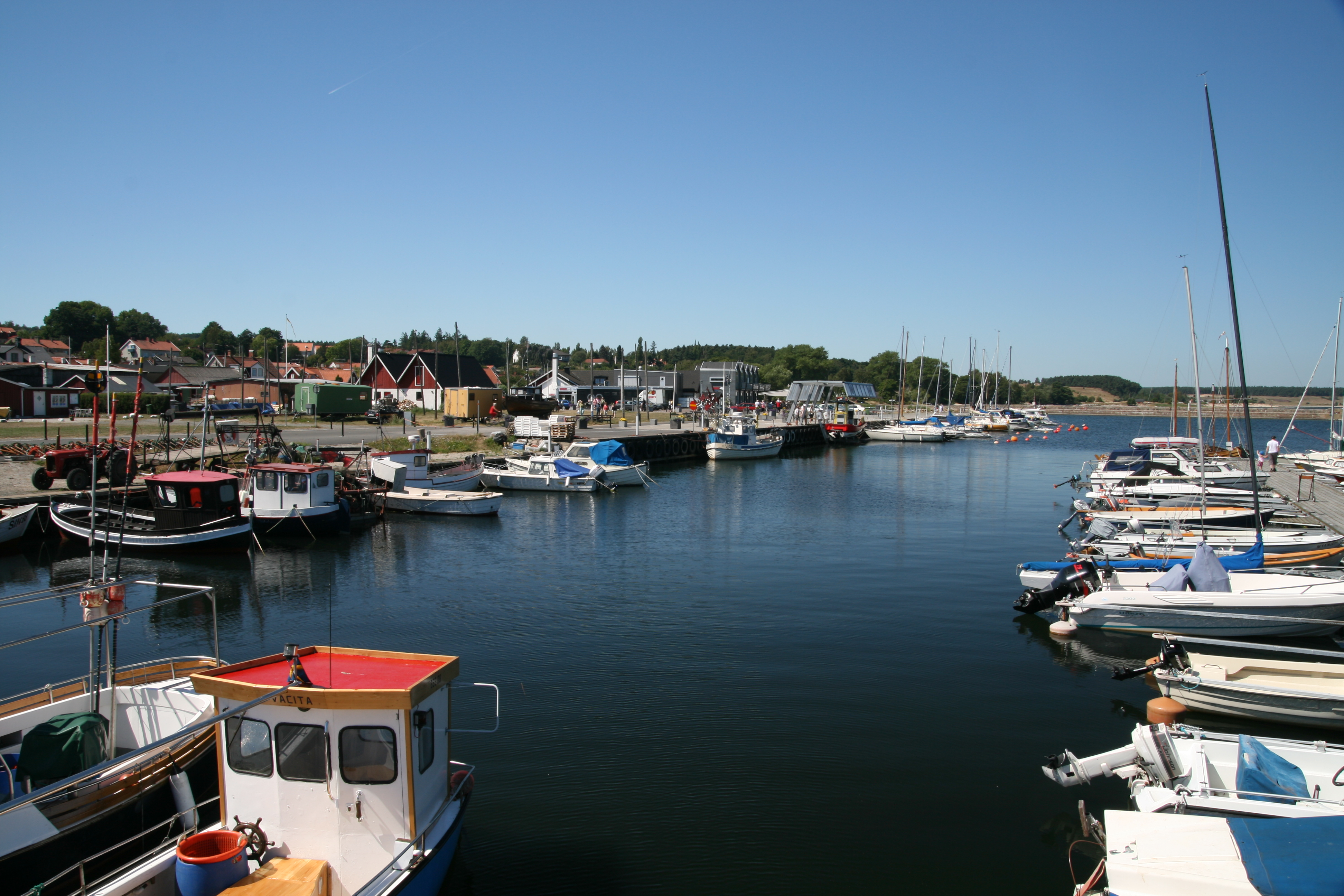
Le port de Kivik
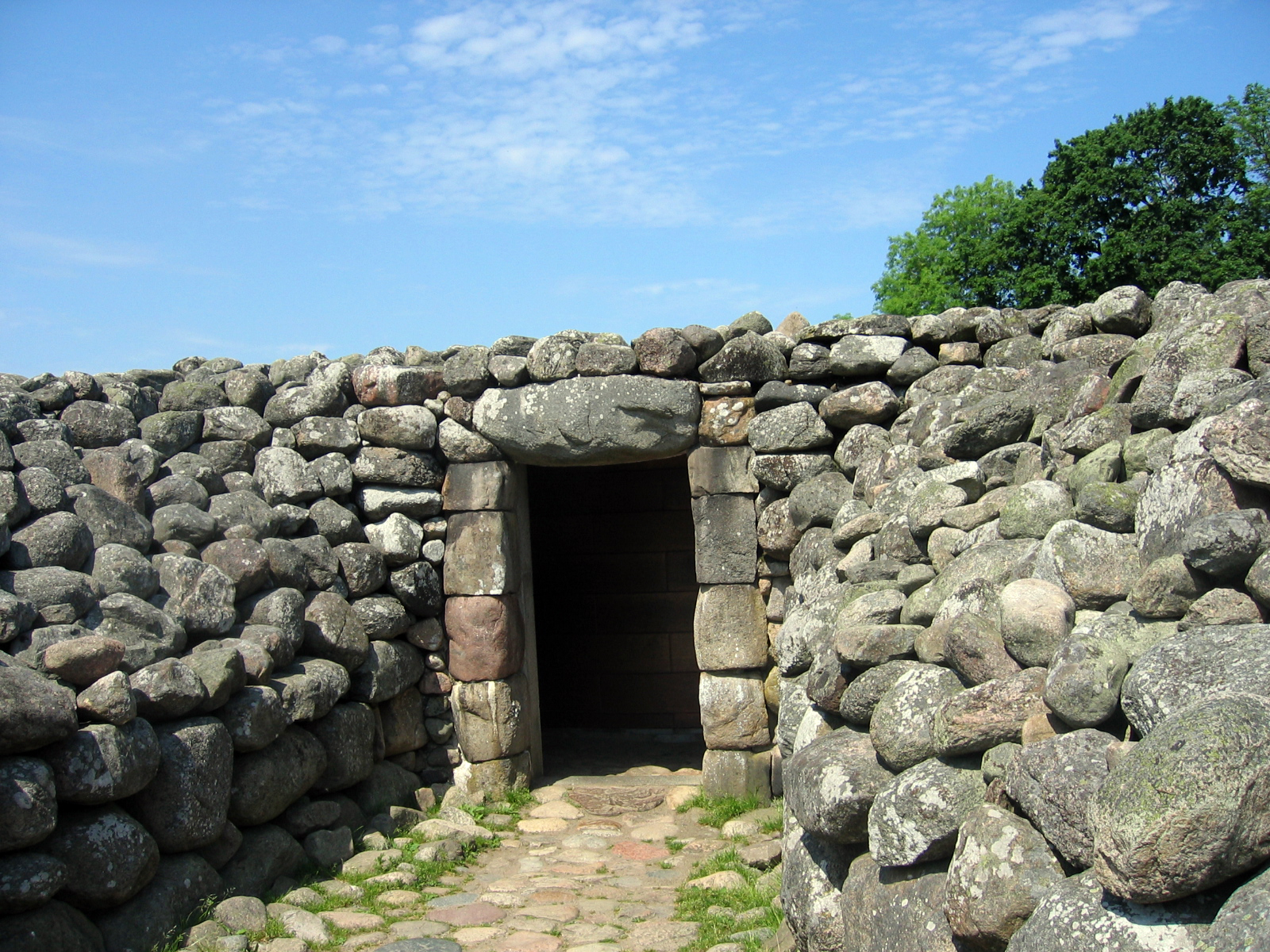
"La tombe royale"
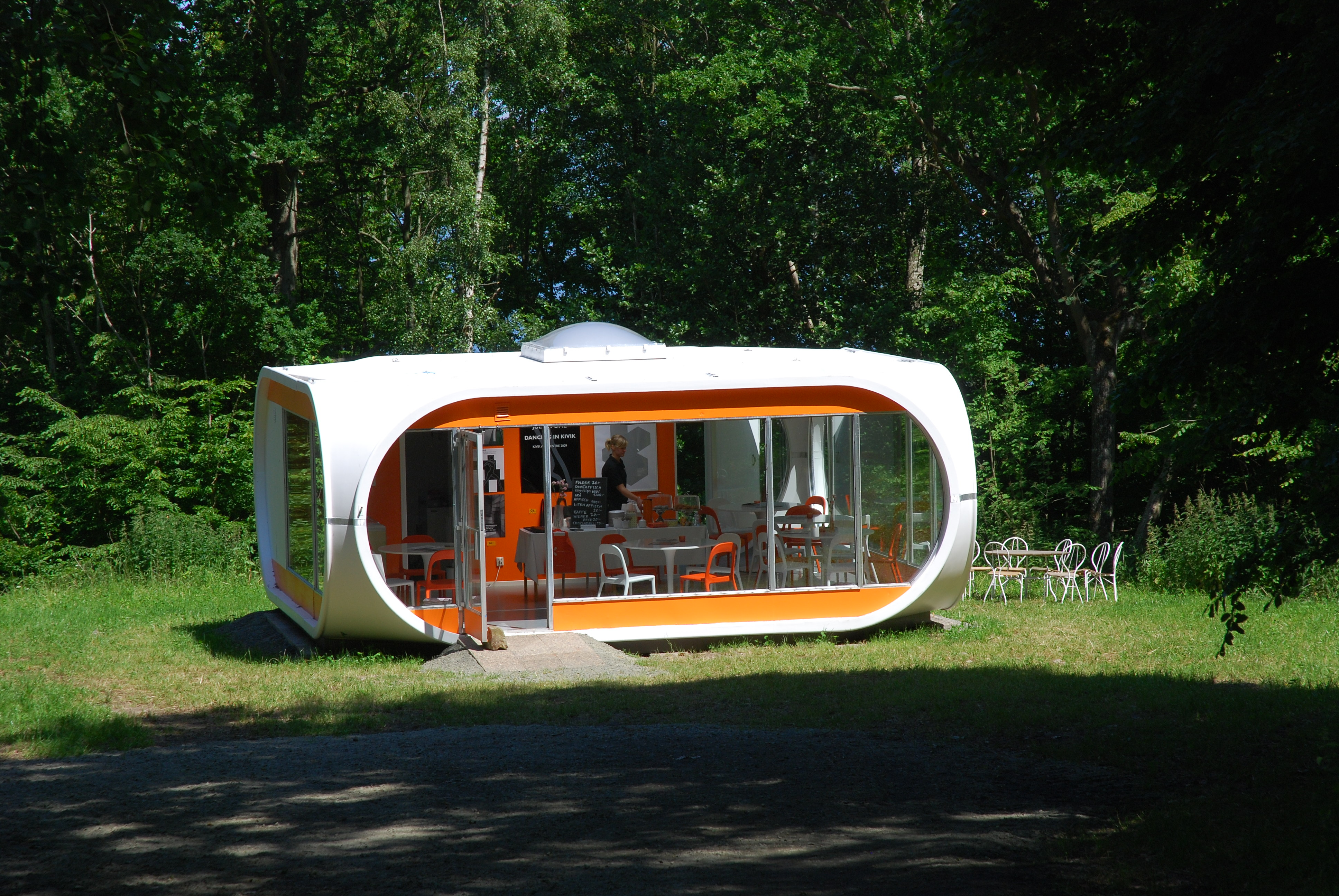
Venturo exposé à Kivik